# Adult Swim Games
Adult Swim Games (stilisiert auch als [adult swim games]) ist ein amerikanischer Publisher für Computerspiele und eine Abteilung des Senders Cartoon Network und dessen Marke Adult Swim, der wiederum Teil der Warner-Media-Gruppe ist. Adult Swim veröffentlichte ab 2005 zunächst Spiele, die in erster Linie auf den hauseigenen Franchises basieren. Im Jahr 2011 wurde das Geschäftsfeld auf die Veröffentlichung fremdentwickelter Indie-Produktionen erweitert. Die Publishing-Abteilung wurde von Kritikern für die Originalität und Qualität ihrer Spiele gelobt.

## Geschichte

### Unter Adult Swim (2005–2010)
Adult Swim ging 2005 eine Partnerschaft mit dem amerikanischen Spielepublisher Midway Games ein, um mit der Entwicklung von Computerspielen zu Aqua Teen Hunger Force, Space Ghost Coast to Coast, The Brak Show und Sealab 2021 zu beginnen. Das auf Aqua Teen Hunger Force basierende Spiel Aqua Teen Hunger Force Zombie Ninja Pro-Am wurde am 5. November 2007 für PlayStation 2 veröffentlicht. Das Spiel ist ein Golfspiel mit Kampf- und Rennlevels. Ein Videospiel basierend auf Harvey Birdman: Attorney at Law wurde von Capcom für PlayStation 2, PlayStation Portable und Wii am 8. Januar 2008 veröffentlicht.
Auf der hauseigenen Website bot der Sender schließlich verschiedene Flash-basierte Spiele von unabhängigen Drittentwicklern zum kostenfreien Spielen an, darunter Robot Unicorn Attack und ein Spiel zur Serie Five Minutes to Kill (Yourself). Das Angebot finanzierte sich über Werbeeinblendungen. Die Spiele waren angelehnt an die Programme von Adult Swim, der Sender bemühte sich nach eigenen Angaben jedoch um geringe Einflussnahme auf die Entwickler und ihre Konzepte. Im Schnitt sei die Verweildauer der Nutzer überdurchschnittlich hoch gewesen, wodurch der Sender relevante Werbeeinnahme habe generieren und so unter anderem die Portierung auf Smartphones habe finanzieren können. 2020 wurden die Spiele wegen der Einstellung des Flash Players wieder von der Website entfernt wurden. Zu den für iOS und Android veröffentlichten Spielen zählten unter anderem Robot Unicorn Attack 1 & 2, Amateur Surgeon, Five Minutes to Kill (Yourself): Wedding Day und Rick and Morty: Pocket Mortys.

### Adult Swim Games (seit 2011)
Der finanziellen Erfolg von Handyspielen wie Robot Unicorn Attack und Amateur Surgeon veranlasste Adult Swim im Jahr 2011 Steve Gee als Leiter der Spieleabteilung einzustellen. Er sollte originelle Inhalte mit „bizarrem und absurdem Humor“ finden, die zur Marke Adult Swim passen. Mit den Entwicklern dieser Indie-Spiele trat das Unternehmen dann in Verhandlungen über eine Vertriebspartnerschaften, um so eine Plattform für Indie-Spiele zu schaffen. Das Unternehmen trat damit ein in einen Wettbewerb mit weiteren Indie-Publishern wie Devolver Digital, tinyBuild, Curve Digital und Versus Evil.
Adult Swim Games veröffentlichte diverse Indie-Spiele via Steam, darunter Super House of Dead Ninjas, Super Puzzle Platformer Deluxe, Völgarr the Viking, Kingsway, Rain World, Jazzpunk und Duck Game. Am 22. Mai 2018 übernahm Adult Swim den Spieleentwickler Big Pixel Studios, bekannt für Pocket Mortys. Der VR-Titel Rick and Morty: Virtual Rick-ality erhielt 2018 eine Emmy-Nominierung. Im Februar 2020 verließ Steve Gee Adult Swim Games, im Dezember 2020 wurde Big Pixel Studios im Zuge einer konzernweiten Umstrukturierung von WarnerMedia geschlossen. Seither wurden keine Spiele mehr unter dem Label veröffentlicht. Im März 2023 berichteten mehrere Entwickler, dass ihnen der mittlerweile fusionierte Mutterkonzern Warner Bros. Discovery mitgeteilt habe, ihre ursprünglich von Adult Swim Games veröffentlichten Spiele aus den Online-Shops zu entfernen. Zwar erlaubte der Konzern den Entwicklern ihre Spiele erneut zu veröffentlichen, jedoch mit der Auflage sämtliche Verweise auf Adult Swim Games aus den Titeln zu entfernen.

## Veröffentlichte Spiele
- 2005: Fullmetal Alchemist: Iron & Flame
- 2006: Squidbillies: Floor It!
- 2007: Bible Fight
- 2007: Five Minutes to Kill (Yourself)
- 2007: Orphan Feast
- 2007: Viva Caligula!
- 2008: Amateur Surgeon
- 2008: Five Minutes to Kill (Yourself) 2: Family Reunion
- 2008: Dungeons and Dungeons
- 2008: Gigolo Assassin
- 2008: Amateur Surgeon: Christmas Edition
- 2010: Cream Wolf
- 2010: Robot Unicorn Attack
- 2010: Jetpack Jackass
- 2010: Give Up, Robot
- 2010: Give Up Robot 2
- 2010: Robot Unicorn Attack: Heavy Metal
- 2010: Robot Unicorn Attack: Christmas Edition
- 2011: House of Dead Ninjas
- 2011: Hot Throttle
- 2011: Dinosaur Zookeeper
- 2011: Monsters Ate My Condo
- 2011: Bring Me Sandwiches!!
- 2011: Major Mayhem
- 2012: Super House of Dead Ninjas
- 2012: Super Monsters Ate My Condo!
- 2012: Girls Like Robots
- 2013: Robot Unicorn Attack 2
- 2013: Fist Puncher
- 2013: Giant Boulder of Death
- 2013: Völgarr the Viking
- 2013: Soundodger+
- 2014: Castle Doombad
- 2014: Jazzpunk
- 2014: Mega Coin Squad
- 2014: Rick and Morty Presents: Jerry’s Game
- 2015: Area 777
- 2015: Oblitus
- 2015: Westerado: Double Barreled
- 2015: Duck Game
- 2015: Traverser
- 2015: Zenzizenzic
- 2016: Rick and Morty: Pocket Mortys
- 2016: WASTED
- 2016: Headlander
- 2016: Small Radios Big Televisions
- 2016: Glittermitten Grove
- 2017: Rise & Shine
- 2017: Robot Unicorn Attack 3
- 2017: DESYNC
- 2017: Rain World
- 2017: Rick and Morty: Virtual Rick-ality
- 2017: Kingsway
- 2017: Battle Chef Brigade
- 2018: Pool Panic
- 2018: Death’s Gambit
- 2018: Steven Universe: Save the Light
- 2018: OK K.O.!: Let's Play Heroes
- 2020: Samurai Jack: Battle Through Time